# 顧唱：顧正秋曲藝精華
《顧唱》，又名《顧正秋曲藝精華》，是行政院文化建設委員會獎助辜公亮文教基金會出版的1套京劇唱腔音樂專輯，包括《坐宮》（《四郎探母》裡的1折）、《鎖麟囊》、《賀后罵殿》、《蘇三起解》、《祭塔》（《雷峰塔》；《白蛇傳》裡的1折）、《王昭君》5部戲，每部戲1張CDDA。
這套音樂專輯錄存顧正秋的京劇表演藝術，特別是她的聲腔。與她配戲的演員有李寶春、馬元亮、楊傳英、孫麗虹、張義奎、汪勝光等。
顧正秋是梅蘭芳入室弟子（拜門學生），又師承吳富琴學程硯秋派藝術，從張君秋學《王昭君》1劇。這套專輯裡的《鎖麟囊》和《賀后罵殿》保存她繼承的程派藝術，《王昭君》保存她繼承的張派藝術。琴師趙大剛替她編腔（設計唱腔）的《蘇三起解》是她早年在上海的名作，《祭塔》則保存她的反二黃（二黃反調）聲腔藝術。
這套專輯請來上海京劇院金國賢和中國京劇院林鑫濤擔任音樂指導，並演奏京劇胡琴（京胡）。其他文場（旋律部）樂器京劇二胡（京二胡）、京劇月琴、京劇三弦、京劇嗩吶、阮、笙等樂器的演奏員，也都從中國京劇院等京劇院團請來。
武場（打擊樂部）是台灣的劉大鵬做鼓師，其他打擊樂演奏員有馮建華（藝名馮復化）、魏克賢等。